# Gastrocopta cristata
Gastrocopta cristata är en snäckart som först beskrevs av Henry Augustus Pilsbry och Vanatta 1900.  Gastrocopta cristata ingår i släktet Gastrocopta och familjen puppsnäckor. Inga underarter finns listade i Catalogue of Life.